# Chiasmocleis capixaba
Chiasmocleis capixaba é uma espécie de anfíbio da família Microhylidae.
É endémica do Brasil.
Os seus habitats naturais são: florestas subtropicais ou tropicais húmidas de baixa altitude e marismas intermitentes de água doce.
Está ameaçada por perda de habitat.